# Edmund von Hartig

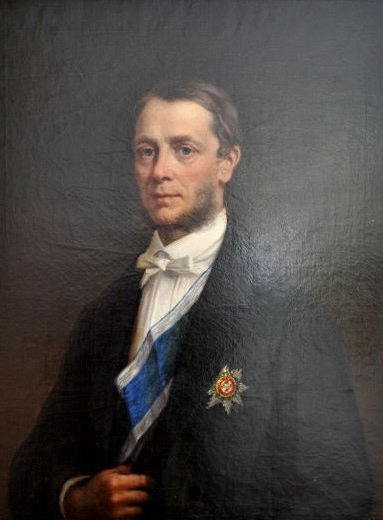
Edmund von Hartig

Edmund Graf von Hartig (* 2. November 1812 in Wien; † 30. März 1883 in San Remo, Italien) war ein österreichischer Staatsmann.

## Leben
Edmund von Hartig, Sohn des österreichischen Staatsmannes und Publizisten Franz de Paula Graf von Hartig (1789–1865) und von Juliana Gräfin von Grundemann-Falkenberg (1788–1866), trat in den diplomatischen Dienst und war von 1846 bis 1859 nacheinander Gesandter in Kassel, Kopenhagen und München.
Im Jahr 1861 von den böhmischen Großgrundbesitzern in den böhmischen Landtag und von diesem in das Abgeordnetenhaus gewählt, gehörte er zu den eifrigsten Verfechtern der Politik des deutschliberalen Staatsministers Anton von Schmerling (1805–1893) und legte unter dem konservativen Ministerpräsidenten Richard Graf Belcredi (1823–1902) sein Mandat nieder.
Nach Belcredis Sturz trat er wieder in den Landtag ein und wurde vom Kaiser für die Zeit vom 4. April 1867 bis zum 3. August 1867 zum Oberstlandmarschall von Böhmen und zum lebenslangen Mitglied des Herrenhauses des neuen österreichischen Reichsrates ernannt, in dem er ein Vertreter freisinniger Grundsätze war.

## Familie
Hartig heiratete am 15. April 1846 in Wien die Gräfin Julie von Bellegarde (* 23. September 1822 in Mailand; † 9. Dezember 1884 in Burgstein). Das Paar hatte mehrere Kinder:
- Julie (* 5. Februar 1847; † 24. August 1863)
- Paula (* 4. Oktober 1849; † 6. Oktober 1929) ⚭ 1871 Graf Heinrich von Bellegarde (* 11. Oktober 1843; † 10. Januar 1890), Eltern von Lucy von Bellegarde
- Franziska Emanuela Juliana (* 6. Mai 1854; † 28. Oktober 1939) ⚭ 1878 Graf August Franz Kinsky von Wchinitz und Tettau (* 17. Juli 1849; † 1. November 1941)
- Maria Antonia (* 10. Dezember 1859; † 10. März 1951) ⚭ 1887 Freiherr Augustin von Wacken (* 29. September 1850; † 28. Januar 1896)